# Camillo Tavernelli
Camillo Tavernelli (Città di Castello, 10 luglio 1999) è un calciatore italiano, attaccante dell'Arezzo.

## Carriera
Cresciuto nelle giovanili del Sansepolcro, esordisce in prima squadra il 20 settembre 2015 nella sconfitta contro la Massese.
Viene acquistato dal Gubbio, dove resterà per 4 stagioni, realizzando 37 presenze.
Il 12 agosto 2020 viene ufficializzato il suo passaggio al Cittadella. Esordisce in Serie B contro la Cremonese il 27 settembre 2020 sostituendo al minuto 65 Frank Tsadjout. Trova la prima rete stagionale il 20 ottobre contro il Pordenone, gara vinta 2-0.
Il 31 agosto 2022 viene ceduto in prestito al Novara, in Serie C.
Il 20 gennaio 2023, il prestito viene rescisso, e contestualmente Tavernelli viene ceduto a titolo temporaneo alla Triestina, sempre in terza serie. Il 13 maggio seguente, nella gara di ritorno dei play-out contro il Sangiuliano City, segna il gol della vittoria finale per 1-2 nei minuti di recupero, consentendo alla formazione alabardata di conquistare la salvezza.
Il 6 settembre 2023, Tavernelli viene ingaggiato a titolo definitivo dalla Casertana, ripescata in Serie C.

## Statistiche

### Presenze e reti nei club
Statistiche aggiornate al 7 maggio 2025.
| Stagione            | Squadra           | Campionato        | Campionato | Campionato | Coppe nazionali | Coppe nazionali | Coppe nazionali | Coppe continentali | Coppe continentali | Coppe continentali | Altre coppe | Altre coppe | Altre coppe | Totale | Totale | Totale |
| Stagione            | Squadra           | Comp              | Pres       | Reti       | Comp            | Pres            | Reti            | Comp               | Pres               | Reti               | Comp        | Pres        | Reti        | Pres   | Reti   |        |
| ------------------- | ----------------- | ----------------- | ---------- | ---------- | --------------- | --------------- | --------------- | ------------------ | ------------------ | ------------------ | ----------- | ----------- | ----------- | ------ | ------ | ------ |
| 2015-2016           | Sansepolcro       | D                 | 13         | 0          | CI-D            | 0               | 0               | -                  | -                  | -                  | -           | -           | -           | 13     | 0      |        |
| 2016-2017           | Gubbio            | LP                | 4          | 0          | CI-LP           | -               | -               | -                  | -                  | -                  | -           | -           | -           | 4      | 0      |        |
| 2017-2018           | Gubbio            | C                 | -          | -          | CI-C            | -               | -               | -                  | -                  | -                  | -           | -           | -           | 0      | 0      |        |
| 2018-2019           | Gubbio            | C                 | 9          | 0          | CI-C            | 2               | 0               | -                  | -                  | -                  | -           | -           | -           | 11     | 0      |        |
| 2019-2020           | Gubbio            | C                 | 24         | 0          | CI-C            | 2               | 1               | -                  | -                  | -                  | -           | -           | -           | 26     | 1      |        |
| Totale Gubbio       | Totale Gubbio     | Totale Gubbio     | 37         | 0          |                 | 4               | 1               |                    | -                  | -                  |             | -           | -           | 41     | 1      |        |
| 2020-2021           | Cittadella        | B                 | 23         | 3          | CI              | 1               | 0               | -                  | -                  | -                  | -           | -           | -           | 24     | 3      |        |
| 2021-2022           | Cittadella        | B                 | 25         | 1          | CI              | 1               | 0               | -                  | -                  | -                  | -           | -           | -           | 26     | 1      |        |
| ago. 2022           | Cittadella        | B                 | 0          | 0          | CI              | -               | -               | -                  | -                  | -                  | -           | -           | -           | 0      | 0      |        |
| Totale Cittadella   | Totale Cittadella | Totale Cittadella | 48         | 4          |                 | 2               | 0               |                    | -                  | -                  |             | -           | -           | 50     | 4      |        |
| set. 2022-gen. 2023 | Novara            | C                 | 21         | 3          | CI-C            | 1               | 0               | -                  | -                  | -                  | -           | -           | -           | 22     | 3      |        |
| gen.-giu. 2023      | Triestina         | C                 | 16+2       | 1+1        | CI-C            | -               | -               | -                  | -                  | -                  | -           | -           | -           | 18     | 2      |        |
| set. 2023-2024      | Casertana         | C                 | 36+3       | 6+0        | CI-C            | -               | -               | -                  | -                  | -                  | -           | -           | -           | 39     | 6      |        |
| ago- 2024           | Casertana         | C                 | 0          | 0          | CI-C            | 0               | 0               | -                  | -                  | -                  | -           | -           | -           | 0      | 0      |        |
| Totale Casertana    | Totale Casertana  | Totale Casertana  | 36+3       | 6+0        |                 | 0               | 0               |                    | -                  | -                  |             | -           | -           | 39     | 6      |        |
| set. 2024-2025      | Arezzo            | C                 | 35+2       | 7+0        | CI-C            | 2               | 0               | -                  | -                  | -                  | -           | -           | -           | 39     | 7      |        |
| Totale carriera     | Totale carriera   | Totale carriera   | 206+7      | 21+1       |                 | 9               | 1               |                    | -                  | -                  |             | -           | -           | 222    | 23     |        |